# Plesiophrictus madraspatanus
Plesiophrictus madraspatanus là một loài nhện trong họ Theraphosidae.
Loài này thuộc chi Plesiophrictus. Plesiophrictus madraspatanus được Frederick Henry Gravely miêu tả năm 1935.